# جاريث طومسون
جاريث طومسون هو كاتب يعيش في كيندال، المملكة المتحدة.

## النشأة والوظيفة
كان يمتلك طومسون شهادة جامعية في الصحافة من كلية لندن للطباعة وكان يعمل في مجلة أسبوع الموسيقى، وأيضًا كان لديه منصب نائب رئيس تحرير موقع Whatsonstage.com الخاص بالمسرح. عمل أيضًا مع السلاحف البحرية المهددة بالانقراض في جزيرة كريت، وعزف موسيقى الشوارع في كوبا، بالإضافة إلى توجيه الفنون للبالغين الذين يعانون من صعوبات في التعلم. كما عمل أيضا في مؤسسة أوكسفام الخيرية. عند رجوعه إلى كمبريا، بدأ في كتابة روايته الأولى، بينما كان يساعد مدرسة محلية في مجموعات القراءة والدراما. وهذا أكسبه مخطط لكتاب جدد في كمبريا، روجت له شركة نورث ويست آرتس، علاقة مع الروائي المدرج في قائمة مان بوكر جون موراي، الذي ساعد في تطوير عمله. كان أيضًا مساهمًا رئيسيًا في 1001 ألبوم يجب أن تسمعه قبل أن تموت، والتي نشرتها كاسيل / غرفة نوم.

## الكتب
- هارليكوين جريم العظيم (2006)

نُشر بواسطة في كتب راندوم هاوس للأطفال، وهو يصور رابطة الصداقة بين فتى مراهق وهارلكوين - «فتى عملاق» يعيش بقسوة في كوخ مهجور، متنكرا بمكياج المهرج وقبعة قديمة. تم ترشيح الرواية لجائزة برانفورد بواز.
- شروق الشمس (2008)

تم ترشيح كتاب طومسون الثاني، لميدالية كارنيجي وجائزة المملكة المتحدة لمحو الأمية. تدور أحداث الفيلم في ميلوم، ويروي الحياة المبكرة للمراهق المعذب أندرو كيندنيس، الذي شهد مأساة مروعة على المصب المحلي. وصفت صحيفة الغارديان هذا العمل بأنه «يجمع بين المشهد الرومانسي للشعراء وتوترات كمبريا المعاصرة».
- الملاك الأناركي (2009)

يصور كتاب طومسون الثالث مرة أخرى الصعوبات الكامنة في الحياة القروية الحديثة، كما يراها شخص وحيد مصاب بالندوب وغير تقليدي يُدعى شمشون أشبورنر.

## ابتلاع البحر (2011)
يروي هذا الكتاب المصور المكون من 64 صفحة قصة ماري، وهي ابنة صياد قُتل في البحر. يجب على ماري أن تذهب في رحلة مليئة بالمخاطر إلى واد سري تحت الأمواج، من أجل إنقاذ مسقط رأسها من أن يبتلعها المحيط. تم إنشاء الرسومات الموجودة في الكتاب بواسطة فنان توتنيس هانا ميجي. تمت كتابة سنونو البحر كجزء من مشروع الساحل الأسطوري، المصمم لجذب الزوار إلى ساحل لانكشاير وربط المجتمعات. سيتم تحقيق ذلك بشكل أكبر من خلال العروض الدرامية والأعمال الفنية العامة الكبرى.